# アナクシビアー
アナクシビアー（古希: Ἀναξίβια, Anaxibiā）は、ギリシア神話の女性である。長音を省略してアナクシビアとも表記される。主に、
- 水のニュムペー
- クラティエウスの娘
- プレイステネースの娘

が知られている。以下に説明する。

## 水のニュムペー
このアナクシビアーは、ガンジス川の水のニュムペー（ナーイアス）である。太陽神ヘーリオスに好意を持たれるが、コリュペ山のアルテミスの聖域に逃げ込み、その後姿を消したといわれる。

## ビアースの娘
このアナクシビアーは、アルゴスの王の1人ビアースの娘で、アルペシボイアと姉妹。したがって予言者メラムプースの姪にあたる。イオールコス王ペリアースと結婚し、アカストス、ペイシディケー、ペロペイア、ヒッポトエー、アルケースティス、アムピノメー、エウアドネーを生んだ。ただしペリアースの妻はアムピーオーンの娘ピューロマケーともいわれる。
子供たちのうち、アカストスはアルゴー船の冒険に参加した。アルケースティスはペライ王アドメートスと結婚した。娘たちはコルキスの魔女メーデイアにそそのかされて父ペリアースを殺した。

## クラティエウスの娘
このアナクシビアーは、クラティエウスの娘で、ピュロスの王ネストールと結婚し、アンティロコス、トラシュメーデース、ペイシストラトス、ストラティオス、エケプローン、ペルセウス、ペイシディケー、ポリュカステーを生んだ。ホメーロスによるとネストールの妻はクリュメノスの娘エウリュディケー。

## プレイステネースの娘
このアナクシビアーは、一説によるとアトレウスとアーエロペーの子プレイステネースと、ディアースの娘クレオッラの娘で、アガメムノーン、メネラーオスと兄弟。クリーソスの子ストロピオスと結婚し、ピューラースを生んだ。
ヘーシオドスによると、アガメムノーンとメネラーオスはプレイステネースとアーエロペーの娘。クレータのディクテュスも同様の説を採り、アナクシビアーはその姉妹としている。しかし結婚相手はピュロスの王ネストールで、アンティロコスとトラシュメーデースの母という。
ヒュギーヌスはストロピオスの結婚相手をアガメムノーンの妹アステュオケーとしている。

## その他の女性
- ケルカポスとの間に河神マイアンドロスを生んだ女性[26]。